# Luis Martínez Andrade
Luis Martínez Andrade, né le 21 juin 1981 à Puebla au Mexique, est un  sociologue, chercheur et auteur mexicain, qui vit actuellement à Bruxelles. Ses intérêts de recherche portent sur la sociologie de la religion et de la culture, la théorie critique, l’écologie politique, le marxisme latino-américain, la théologie de la libération et le tournant décolonial.

## Biographie

### Formation
Luis Martínez Andrade grandit à Puebla, où il obtient un baccalauréat en 2004 et une maîtrise en sociologie en 2006 de la Benemérita Universidad Autónoma de Puebla (BUAP). Quand il commence son baccalauréat en 2000, il fait partie de la première cohorte d’étudiants et étudiantes, contribuant aux côtés de ces collègues et professeurs à la construction du cursus du programme de sociologie au sein de l'université.
Au courant de ses études à la BUAP, il étudie des auteurs de la pensée décoloniale tels que Enrique Dussel, Anibal Quijano et Edgardo Lander qui, au début du XXIe siècle, n’étaient pas encore traduit en anglais ou français. Il est aussi conscientisé par le mouvement zapatiste en 1994 et la grève étudiante de l’Universidad National Autonoma de Mexico en 1999.
En 2007, il déménage à Paris où il complète son doctorat en sociologie à l’École des Hautes Études en Sciences Sociales sous la direction de Michael Löwy. Sa thèse s'intitule Critique de la modernité et écologie dans la Théologie de la libération. La pensée de Leonardo Boff. À la suite de l’obtention de son doctorat en 2014, il entame un premier séjour postdoctoral à l'Université Catholique de Louvain durant lequel il travaille sur un projet de recherche portant sur la « Théologie de la libération, écologie et mouvements sociaux », sous la direction de Geoffrey Pleyers. En 2017, Luis Martínez Andrade effectue un second séjour postdoctoral au Collège d’études mondiales de la Fondation Maison des Sciences de l’homme sous la direction de Françoise Vergès où il étudie « Le progrès social et la justice globale au prisme de l’Épistémologie du Sud. La théologie de la libération et le tournant décolonial en Amérique latine ».

### Enseignements
En 2022, il est professeur invité international à l'Universidade de São Francisco (campus Itatiba), et en 2023, à la Cátedra Internacional de Poesía Marco Antonio Campos de la BUAP. Il effectue également deux séjours de recherche au Brésil, un premier en 2009 à l’Universidade de São Paulo et un second en 2022 à l’Universidade de São Francisco.
Entre 2018 et 2022, il est membre du Système National des Chercheurs (CONACYT) au Mexique. Depuis 2022, Luis Martínez Andrade est collaborateur scientifique à l’Institut d'analyse du changement dans l'histoire et les sociétés contemporaines (IACCHOS) de l’Université Catholique de Louvain.

## Contributions intellectuelles
Luis Martínez Andrade considère la sociologie comme une fenêtre permettant d'explorer les différents aspects de la société, tout en mettant en lumière les tensions, antagonismes et contradictions du monde contemporain. Selon lui, il est essentiel d'étudier et d'analyser les luttes populaires, c'est-à-dire les récits et expériences souvent marginalisés dans l'histoire. Il insiste sur l'importance de mener une histoire intellectuelle de la pensée critique latino-américaine.
Dans son livre Illusions du ballon: Football et théorie critique, publié en 2024, Luis Martínez Andrade établit un lien entre la philosophie, l’histoire, la politique et le football, en utilisant ce dernier comme prétexte pour aborder certains aspects de la théorie critique. Il met en lumière l'évolution entre les joueurs d'hier, engagés politiquement, et les joueurs contemporains, qu'il décrit comme des marionnettes dans ce qu'il qualifie de société du spectacle. L'auteur présente ainsi le football comme un phénomène historique qui traverse toutes les sphères d'une société, qui est à présent davantage imprégnée par la marchandisation de la vie quotidienne.

### Théologie de la libération
Luis Martínez Andrade a consacré de nombreux essaies sur la théologie de la libération. Dans un autre ouvrage paru en 2016, Écologie et Libération. Critique de la modernité dans la théologie de la libération, il explore la pensée et les idées de plusieurs théologiens de ce courant, et surtout celles du théologien brésilien Leonardo Boff. Il établit également un lien entre la théologie de la libération et la critique de la modernité/colonialité, afin de mettre en lumière les dynamiques de la biocolonialité contemporaine et les défis écologiques qui en découlent.
Plus particulièrement, pour Luis Martínez Andrade, la théologie de la libération constitue à la fois un discours et un ensemble de pratiques qui répondent aux souffrances des populations marginalisées d’Amérique latine, notamment les populations pauvres, autochtones et paysannes. Dans son ouvrage Religion sans rédemption. Contradictions sociales et rêves éveillés en Amérique latine, paru en espagnol en 2011 et traduit au français en 2015, Luis Martínez Andrade explore une réflexion sur la théologie de la libération et les luttes sociales dans cette région, et proposant une synthèse de plusieurs courants critiques, en outre le marxisme, la philosophie de la libération, le post-colonialisme et la géopolitique de la connaissance.

## Prix et honneurs
Il obtient en 2009 le Premier Prix International de l’essai « Penser à contre-courant » décerné par l’Institut Cubain du Livre, le Ministère de la Culture de Cuba et l’Édition des Sciences sociales, pour son texte « Le centre commercial, figure paradigmatique du discours néocolonial. Racisme et pouvoir en Amérique latine ».
En 2015, il obtient le Deuxième Prix International d’Essai « Tijdschrift voor Theologie », décerné par la Fondation Edward Schillebeeckx et la revue internationale de théologie Tijdschrift voor Theologie.
En 2019, Luis Martínez Andrade participe au Premier Concours de conte court « Sinvergüenza », où il obtient initialement la mention honorifique (deuxième place) pour son conte Hofstade. Toutefois, quelques mois après l’annonce des résultats, il est découvert que le conte de la personne gagnante était un plagiat d’une œuvre de l’auteur argentin Hernán Casciari. Ainsi, les organisateurs revoient leur décision et attribuent la première place à Luis Martínez Andrade. Son conte a été publié dans le numéro 11, au volume 2, du magazine Orsai, en octobre 2024.

## Publications
En espagnol
- Religión sin redención. Contradicciones sociales y sueños despiertos en América Latina, Tercera edición, Laboratorio Educativo, (colec. Quintaesencia), Bogotá, 2024, 208 p.  (ISBN 978-628-7682-25-2)
- Indecentes e Indignadas. Teologías, Pedagogías y praxis de liberación en América Latina (éd. avec Graham McGeoch), Laboratorio Educativo, Bogotá, 2024, 234 p.  (ISBN 978-628-7682-11-5)
- Teoría crítica anticolonial: ensayos de historia intelectual, Tirant Humanidades, coll. « Diáspora », 2023 (ISBN 978-84-19588-62-3)
- Fútbol y Teoría crítica. Ilusiones del balón y del sujeto abstracto, La Vorágine, Santander, 2022, 216 p.  (ISBN 978-84-124766-6-8)
- Textos sin disciplina. Claves para una Teoría crítica anticolonial, Université de Guadalajara éditions, Mexique, 2020, 128 p.  (ISBN 978-607-547-874-6)
- Chichitlahuiliztli, racialización y cacería humana. Ensayos sobre necropolíticas en América Latina, (édit. avec Patricio Lepe-Carrion et J.M. Meneses), UFRO University Press/CLACSO, 2020, 241 p.  (ISBN 978-956-236-395-2)
- Ecología y teología de la liberación. Critica de la modernidad/colonialidad, Herder, Barcelona, 2019, 403 p.  (ISBN 978-84-254-4181-3)
- Feminismos a la contra. Entre-vistas al Sur Global, La Vorágine, Santander, 2019, 278 p.  (ISBN 978-84-947950-9-1)
- El camino de las fieras: violencia, muerte y política en Sur Global, (éd. avec J.M. Meneses), México, ACD, 2016, 351 p.  (ISBN 978-607-8399-29-1)
- Las dudas de Dios. Teología de la liberación, Ecología y Movimientos Sociales, España, Otramérica, 2015, 216 p.  (ISBN 978-99-62-05-788-8)
- Esperanza y Utopía. Ernst Bloch desde América Latina (éd. avec J.M. Meneses) México, Taberna Libraria Editores, 2012, 143 p.  (ISBN 978-607-9165-35-2)
- Religión sin redención. Contradicciones sociales y sueños despiertos en América Latina, México, Ediciones de Medianoche-Universidad de Zacatecas, 2011,188 p.  (ISBN 978-607-9165-04-8)

En français
- Illusions du ballon: football et théorie critique, l'Harmattan, coll. « Hispanoamericana », 2024 (ISBN 978-2-336-43872-6)
- Dialectique de la modernité et socialisme indo-américain, L’Harmattan, Paris, 2023, 187 p.  (ISBN 978-2-14-032020-0)
- Religions de la libération. Espérance, justice sociale et politique, (éd. avec Lucie Kaennel), Van Dieren, Paris, 2021, 167 p.  (ISBN 978-2-37466-015-8)
- Écologie et Libération. Critique de la modernité dans la théologie de la libération, Van Dieren, Paris, 2016, 278 p.  (ISBN 978-2-37466-000-4)
- Religion sans rédemption. Contradictions sociales et rêves éveillés en Amérique latine, Van Dieren, Paris, 2015, p. 204  (ISBN 978-2-911087-96-7)

En anglais
- Facing Climate Collaps: Ecology, Theology and Capitalocene (éd. avec Seforosa Caroll), SCM Press, UK, 2025, 352 p. [LM1]  (ISBN 9780334066330)
- Decolonizing Liberation Theologies. Past, Present, and Future (éd. avec Nicolás Panotto), Palgrave Macmillan, Switzerland, 2023, 281, p.  (ISBN 978-3-031-31130-7)
- Crossing Racial Borders The Epistemic Empowerment of The Subaltern, (éd. avec Lenita Perrier), Lexington Books, London, 2022, 262 p.  (ISBN 978-1-66691-264-7)
- Religion Without Redemption: Social Contradictions and Awakened Dreams in Latin America, Pluto Press, Londres, 2015, 176, p.  (ISBN 9780745335728)

En polonais
- Ameryka Łacińska Religia bez odkupienia, Książka i Prasa-Le Monde diplomatique Polska, 2012, 198 p.  (ISBN 978-83-627-4413-8)